# Colm Mulcahy
Colm Mulcahy (nacido en septiembre de 1958) es un matemático, académico, columnista, autor de libros, orador público y mago aficionado irlandés. Es profesor emérito del Spelman College, donde formó parte del cuerpo docente de 1988 a 2020. Además del álgebra, la teoría de números y la geometría, sus intereses incluyen la magia con cartas matemáticas y la cultura de las matemáticas, en particular las contribuciones de los matemáticos irlandeses y también las obras del icónico escritor matemático Martin Gardner. Ha escrito blogs para la Asociación Matemática de América, El HuffPost, Scientific American y (aperiódicamente) para The Aperiodical. Sus acertijos han aparecido en The New York Times. Forma parte del Consejo Asesor del National Museum of Mathematics de la ciudad de Nueva York. Desde enero de 2021, es presidente de Gathering for Gardner.  Además, es el creador y curador de Annals of Irish Mathematics and Mathematicians.

## Educación y carrera
Mulcahy obtuvo su licenciatura y maestría en ciencias matemáticas en la Universidad Colegio Dublín en 1978 y 1979, y un doctorado de la Universidad de Cornell en 1985, donde su asesor fue Alex F. T. W. Rosenberg. De 1988 a 2020 enseñó matemáticas en el Spelman College, en Atlanta, Georgia, donde es profesor emérito. Presidió el departamento de 2003 a 2006 y recientemente creó el Archivo de Matemáticos Spelman. En 1997 recibió el Premio Allendoerfer de la MAA a la excelencia en redacción expositiva por un artículo sobre los conceptos básicos de la compresión de imágenes wavelet. En 2014 fue uno de los organizadores del Mathematics Awareness Month. Un artículo del que fue coautor sobre el centenario de Martin Gardner apareció en el libro The Best Writing on Mathematics 2015.
Mulcahy tiene un número de Erdös 2 como resultado de una colaboración con Neil J. Calkin.

## Magia con cartas
Reconocido como una autoridad en los principios matemáticos y los efectos subyacentes a los trucos con cartas, de 2004 a 2014 fue autor de Card Colm, una columna sobre matemáticas y magia, especialmente cartas mágicas, para la Asociación Matemática de América. Gran parte de este trabajo está recopilado en su libro Mathematical Card Magic: Fifty-Two New Effects. Ha aparecido en la serie web Numberphile de Brady Haran.

## El legado de Martin Gardner
Durante la última década de la vida del columnista Martin Gardner Mulcahy fue su amigo, y se ha convertido en un pilar del Gathering 4 Gardner (vicepresidente de 2016 a 2020, y presidente a partir de 2021), una organización formada para honrar las amplias contribuciones realizadas por el célebre matemático, escéptico, mago, filósofo y escritor. Habitualmente abreviado como G4G, se reunió por primera vez en 1993 y desde 1996 se reúne cada dos años. En 2013 creó el sitio oficial de Martin Gardner y en 2013-2014 presidió el Comité del Centenario de Martin Gardner. Mulcahy ha sido particularmente activo en la promoción de una serie de reuniones asociadas conocidas como Celebration of Mind, también inspiradas en las obras de Gardner, celebrándose del orden de cien de estos últimos eventos cada año en todo el mundo.

## Matemáticos irlandeses y matemáticas
Mulcahy escribe con frecuencia sobre la cultura y la historia de las matemáticas en Irlanda. Participa activamente tanto en Maths Week Ireland, el programa de divulgación de matemáticas más grande del mundo, como en la Irish Mathematical Society. Es el creador y curador de Annals of Irish Mathematics and Mathematicians, que repasa cuatro siglos de actividad matemática en Irlanda y ha albergado blogs mensuales desde septiembre de 2016. Esta iniciativa está patrocinada por Maths Week Ireland, que produce calendarios anuales de matemáticas irlandeses desde 2016.

## Datos personales
Mulcahy está casado con Vicki Powers, geómetra algebraica y teórica electoral. Ambos tuvieron el mismo asesor de doctorado en Cornell, Alex F. T. W. Rosenberg.